# Masaaki Higashiguchi
Masaaki Higashiguchi (東口 順昭 Higashiguchi Masaaki?,  nacido el 12 de mayo de 1986 en Takatsuki, Osaka) es un futbolista japonés. Juega de arquero y su equipo actual es el Gamba Osaka de la J1 League de Japón.

## Trayectoria

### Clubes
| Club            | País  | Año             |
| --------------- | ----- | --------------- |
| Albirex Niigata | Japón | 2009 - 2013     |
| Gamba Osaka     | Japón | 2014 - Presente |

### Selección nacional
| Selección | País  | Año             |
| --------- | ----- | --------------- |
| Absoluta  | Japón | 2015 - Presente |

## Palmarés

### Títulos nacionales
| Título             | Club        | País  | Año  |
| ------------------ | ----------- | ----- | ---- |
| J1 League          | Gamba Osaka | Japón | 2014 |
| Copa J. League     | Gamba Osaka | Japón | 2014 |
| Copa del Emperador | Gamba Osaka | Japón | 2014 |
| Supercopa de Japón | Gamba Osaka | Japón | 2015 |
| Copa del Emperador | Gamba Osaka | Japón | 2015 |

### Distinciones individuales
| Distinción                                   | Año  |
| -------------------------------------------- | ---- |
| MVP del Mes de la J. League                  | 2014 |
| Jugador destacado de la J. League            | 2014 |
| Mejor Once de la Liga de Campeones de la AFC | 2015 |
| Jugador destacado de la J. League            | 2015 |